# Learchos
Learchos (latinsky Learchus) je v řecké mytologii synem orchomenského krále Athamanta.
Matkou Learcha a jeho bratra Melikerta byla Ínó, druhá manželka krále Athamanta. Bohyně Héra ze žárlivosti na svého manžela Dia seslala na krále šílenství, v němž král zabil Learcha. Ohrožoval i jeho bratra Melikerta, avšak Ínó ho chytila do náručí a skočila s ním do moře. Bohové jim zachránili život a dokonce je povýšili mezi sebe. Ínó přijala jméno Leukothea, z Melikerta se stal Palaimón.
Z Ínó se stala ochránkyně plavců, ochotná vždy pomoci topícím. Jí i jejímu synovi řečtí i římští námořníci prokazovali úctu až do křesťanských dob.